# Addai II de Bagdad
Addai II, né Shlemun Giwargis le 6 janvier 1948 ou le 1er août 1950 à Mossoul (Irak) et mort le 11 février 2022 à Phoenix (États-Unis), est primat de l'Ancienne Église de l'Orient de 1972 à sa mort.

## Biographie
Addai II de Bagdad est ordonné prêtre le 15 septembre 1968 et consacré métropolite à Bagdad le 22 septembre de la même année par Mar Thoma Darmo.
Il est élu patriarche en février 1970 et consacré le 20 février 1972.